# ダブリン映画批評家協会
ダブリン映画批評家協会（ダブリンえいがひひょうかきょうかい、Dublin Film Critics' Circle）は、アイルランドのダブリンを拠点に活動する映画評論家の組織である。略称はDFCC。

## ダブリン映画批評家協会賞
協会は年に1回、その年にアイルランドで公開された映画を対象に、ダブリン映画批評家協会賞を授与している。

### 部門
- 作品賞
- 監督賞
- 男優賞
- 女優賞
- 脚本賞(2013 - )
- 撮影賞(2016 -)
- ブレイクスルー監督賞(2017 -)
- ブレイクスルー俳優賞(2017 -)
- ブレイクスルー賞（2006 - 2016）
- アイルランド映画賞
- ドキュメンタリー映画賞

### セレモニー
- 2006年 - 第1回
- 2007年 - 第2回
- 2008年 - 第3回
- 2009年 - 第4回
- 2010年 - 第5回
- 2011年 - 第6回
- 2012年 - 第7回
- 2013年 - 第8回[1]
- 2014年 - 第9回[2]
- 2015年 - 第10回
- 2016年 - 第11回
- 2017年 - 第12回
- 2018年 - 第13回
- 2019年 - 第14回[3]
- 2020年 - 第15回
- 2021年 - 第16回
- 2022年 - 第17回